# Goffredo Malaterra
Goffredo (sau Gaufredo) Malaterra a fost un călugăr din Ordinul benedictin și cronicar, posibil de origine normandă. El a călătorit prin Italia de sud, poposind o vreme în regiunea Apulia, înainte de a intra la mănăstirea Sant'Agata din Catania, în Sicilia. Malaterra indică faptul că, anterior sosirii la Catania, ar fi petrecut o perioadă în afara vieții monastice, în serviciul secular al unei oarecare "Martha".

## Biografie
Malaterra a scris un text istoric în latină, intitulat De Rebus Gestis Rogerii Calabriae et Siciliae Comitis et Roberti Guiscardi Ducis fratris eius, care descrie amănunțit evenimentele din secolul al XI-lea ale familiei normande de Hauteville în sudul Italiei, în Sicilia și în Peninsula Balcanică, cu o specială atenție asupra personalităților lui Roger I al Siciliei și Robert Guiscard, fratele său. Cronica reprezintă una dintre cele trei opere majore scrise în latină referitoare la cucerirea normanzilor din Italia de sud și Sicilia, celelalte două fiind 's Ystoire de li Normant a lui Amato de Montecassino și Gesta Roberti Wiscardi a lui Guglielmo de Apulia. Față de celelalte două opere, scrierea lui Malaterra se încheie cu o dată mai târzie și abordează problema tratată dintr-un unghi diferit. Întâi de toate, ea descrie faptele lui regelui Roger I al Siciliei, pe care autorul l-a cunoscut personal. Spre deosebire de multe alte cronici medievale, precum cea a lui Dudon de Saint-Quentin, Malaterra nu identifică direct sursele, ci doar face aluzie pe scurt la un număr de informatori sau relatoribus. Aceștia din urmă ar putea foarte bine să îl includă pe Roger I însuși. 
Cronica se încheie cu anul 1099 și oferă multe detalii prețioase, în special asupra cuceririi Siciliei, neatestate în alte scrieri. Nu se poate stabili cu exactitate când anume Malaterra a început și a încheiat lucrul la textul cronicii sale. Toate evenimentele descrise sunt înregistrate folosindu-se timpul trecut, iar autorul nu indică nimic referitor la moartea regelui Roger I (petrecută în anul 1101), ceea ce poate fi un indiciu că elaborarea cronicii ar fi avut loc anteriior acesteia. O trimitere pasageră la cronica lui Malaterra făcută de Orderic Vitalis în a sa Historia Ecclesiastica confirmă faptul că scrierea era deja încheiată și se afla în circulație (deși pe o arie geografică destul de restrânsă) până în anii 30 ai secolului al XII-lea.